# In Living Color
In Living Color var ett amerikanskt komiskt sketchprogram som sändes mellan 1990 och 1994. Serien skapades av Damon och Keenen Ivory Wayans, vilka också deltog som skådespelare. De flesta av de medverkande var svarta; ett undantag var den då relativt okände Jim Carrey.